# マジメニマフィン
マジメニマフィンは、日本のお笑いコンビ。浅井企画所属。

## メンバー
知念 アマン（ちねん アマン、1989年9月12日 -（35歳））
ツッコミ担当。
沖縄県宜野湾市出身、東放学園専門学校卒業。身長175 cm、体重78 kg。血液型はB型。BWHはそれぞれ102・94・98。足のサイズ27.5 cm。
趣味は競馬、パチスロ、日向坂46。特技はオリジナルのダンスを即興で考えて乗れる、パチンコの役物を身体で表現する。
映像制作の会社へ就職して2年間カメラアシスタントとして働いていたが、女子アナに会えたため満足して辞めた。

ちばけん（1990年3月13日 -（34歳））
ボケ担当。
沖縄県出身、名桜大学卒業。身長167 cm、体重65 kg。血液型はO型。BWHはそれぞれ87・81・88。足のサイズ27 cm。
趣味はウイニングイレブン、刃牙道。特技は市原隼人が言いそうな事を50音順で言う。
普通自動車免許を所持している。

## 来歴
ちばけんは高校時代に観た『ワンナイR&R』にて、同じ沖縄出身であるガレッジセールの活躍に惹かれて親に芸人になりたい旨を相談してみるが反対された。だが大学に4年間行って卒業できたら考えてもいいと言われたため、地元の名桜大学を卒業後は大学の友達と一緒に上京して太田プロエンタテイメント学院へ入学した。
高校時代の知念はバラエティを好んでいたものの、お笑いはやるというより見る方が好きだった。高校を卒業してからカメラの専門学校に通い、先述の通り一度就職していた。
2人は中学と高校が一緒の同級生だったが、ちばけんは大学の友達、知念は地元の同級生と別々でコンビを組んでいた。そしてちばけんの相方が沖縄に帰りたいと言い出し、3ヶ月ほどで解散。知念の組んでいたコンビに合流するも、もう1人は実家がサトウキビ畑で家業を手伝うため脱退と同時に引退した。知念は学生時代からクラスの中心的な存在で仲の良かったちばけんに対して、お笑いをやるとしたらコイツとだなと思っており自然と現在のコンビとなった。
養成所を卒業後、太田プロダクションには所属できずに約2年間フリーでの活動を経て浅井企画への所属が決まった。

## 芸風
身体を使うネタを得意とし、2人曰く「漫才でもコントでもない」ものが多い。ネタ作りはちばけんが元になる案を出し、そこから2人で足していくことがほとんど。2022年からはクールポコ。など先輩のネタを模倣したコントを演じるようになり、クールポコ。本人と共演するなど「パクり芸」で話題となった。
M-1グランプリへの出場経験があるように漫才も時折行う。

## 出演
- 新しい波24（フジテレビ）かつてのレギュラーメンバー[7][8]
- 水曜日のダウンタウン（TBSテレビ）[3][9]
- ラヴィット!（TBSテレビ、2022年8月19日）
- にちようチャップリン（テレビ東京、2022年10月15日）
- くりぃむナンタラ（テレビ朝日、2022年12月18日・2023年9月20日）